# Liste der Naturdenkmale in Groß Pankow (Prignitz)
Die Liste der Naturdenkmale in Groß Pankow (Prignitz) nennt die Naturdenkmale in Groß Pankow im Landkreis Prignitz in Brandenburg.
In den Spalten befinden sich folgende Informationen:
- Nr.: Identifizierungsnummer nach veröffentlichter Liste. Sie wird von der unteren Naturschutzbehörde des Landkreises oder der kreisfreien Stadt vergeben. Wenn sie bekannt ist, wird sie angegeben. In dieser Spalte kann sich zusätzlich das Wort Wikidata befinden, der entsprechende Link führt zu Angaben zu diesem Naturdenkmal bei Wikidata.
- Bezeichnung: Benennung des Naturdenkmals, in der Regel wird bei Bäume die Baumart genannt. Bekannte Eigennamen werden mit angegeben.
- Gemarkung: Ort oder Gemarkung, in der sich das Naturdenkmal befindet
- Lage: Nennt die Lage des Naturdenkmals im jeweiligen Ortsteil und die geografischen Koordinaten des Naturdenkmals. Link zu einem Kartenansichtstool, um Koordinaten zu setzen. In der Kartenansicht sind Naturdenkmale ohne Koordinaten mit einem roten beziehungsweise orangen Marker dargestellt und können in der Karte gesetzt werden. Denkmale ohne Bild sind mit einem blauen bzw. roten Marker gekennzeichnet, Denkmale mit Bild mit einem grünen beziehungsweise orangen Marker.
- Beschreibung: die Beschreibung des Naturdenkmales
- Schutzzweck: Erläutert den Grund der Unterschutzstellung
- Bild: Zeigt ein Bild des Naturdenkmales und gegebenenfalls ein Link zu weiteren Fotos im Medienarchiv Wikimedia Commons

## Groß Pankow
| Bild                                    | Bezeichnung                                                                       | Lage | Beschreibung                                         | Schutzzweck                                                                                   | Nummer |
| --------------------------------------- | --------------------------------------------------------------------------------- | --- | ---------------------------------------------------- | --------------------------------------------------------------------------------------------- | ------ |
| BW                                      | Kiefer (Pinus nigra)                                                              | Retzin, ca. 400 m nordwestlich von Retzin, ca. 200 m nördlich der B 189, auf Ackerland ("Ziegeleistücke"); Flur 1, Flurstück 34 (53° 7′ 6,9″ N, 11° 59′ 26″ O) |                                                      | Erhaltung und Pflege des bemerkenswert großen Exemplars mit Bedeutung für Naturkunde          | 1      |
| BW                                      | Eiche (Quercus robur) genannt: „Hochzeitseiche“ (auch Große Eiche oder Traueiche) | Retzin, am Rand des ehemaligen Gutsparks Retzin, 80 m westlich des ehemaligen Gutshauses; Flur 2, Flurstück 9 (53° 6′ 46,5″ N, 11° 59′ 41,7″ O)                | Stammumfang: 7,91 m (2020) Höhe: 26 m Alter: 350–600 | Erhaltung und Pflege eines der ältesten Exemplare der Art in der Prignitz                     | 2      |
| Direkt Bild zu diesem Denkmal hochladen | Sumpfzypresse (Tyxodium distichum)                                                | Retzin, am Rand des ehemaligen Gutsparks Retzin, ca. 1100 m südlich des ehemaligen Gutshauses; Flur 2, Flurstück 10/2 ()                                       |                                                      | Erhaltung und Pflege des besonders schönen standortprägenden Baumes                           | 3      |
| BW                                      | Findling                                                                          | Groß Pankow, ca. 1,5 km südwestlich von Groß Pankow, auf Ackerland; Flur 1, Flurstück 299 (53° 6′ 34″ N, 12° 1′ 53,2″ O)                                       |                                                      | Erhaltung und Sicherung eines der größten Findlinge im Kreis mit erdgeschichtlicher Bedeutung | 4      |
| BW                                      | Kastanie (Aesculus hippocastanum)                                                 | Groß Pankow, auf dem Grundstück Obere Dorfstraße 11 in Groß Pankow; Flur 3, Flurstück 20/2 (53° 7′ 11,6″ N, 12° 3′ 27,5″ O)                                    |                                                      | Erhaltung und Pflege des alten, besonders stattlichen Exemplars                               | 5      |
| Direkt Bild zu diesem Denkmal hochladen | Mammutbaum (Sequoiadendron giganteum)                                             | Kuhsdorf, im ehemaligen Gutspark von Bullendorf; westlich des neu errichteten Wohnhauses; Flur 53, Flurstück 37/2 ()                                           |                                                      | Erhaltung und Pflege des stattlichen Baumes mit Bedeutung für die Naturkunde                  | 6      |
| BW                                      | 2 Eiben (Taxus baccata)                                                           | Kuhsdorf, im Randbereich des ehemaligen Gutspark von Bullendorf; Flur 3, Flurstück 35 (53° 6′ 25,9″ N, 12° 6′ 23,8″ O)                                         |                                                      | Erhaltung und Pflege der sehr alten und mächtigen Exemplare                                   | 7      |
| BW                                      | 3 Pappeln (Populus nigra)                                                         | Groß Pankow, Kastanienallee in der Ortslage Luggendorf, südlich und östlich des Dorfangers; Flur 5, Flurstück 13, 39 (53° 6′ 4,2″ N, 12° 5′ 0,7″ O)            |                                                      | Erhaltung und Pflege der in ihrer Stattlichkeit sehr seltenen Exemplare                       | 8      |
| BW                                      | 3 Eichen (Quercus robur)                                                          | Wolfshagen, in der Ortslage Dannhof, am Feuerwehrhaus; Flur 9, Flurstück 3, 7 (53° 7′ 48,7″ N, 12° 0′ 38″ O)                                                   |                                                      | Erhaltung und Pflege der sehr alten, besonders mächtigen Bäume                                | 9      |
| BW                                      | Eiche (Quercus robur)                                                             | Wolfshagen, in der Ortslage Dannhof, auf dem Grundstück Dorfstraße 20, vor der Scheune; Flur 9, Flurstück 10 (53° 7′ 52,7″ N, 12° 0′ 34″ O)                    |                                                      | Erhaltung und Pflege einer alten, stattlichen, besonders schön gewachsenen Eiche              | 10     |
| Direkt Bild zu diesem Denkmal hochladen | Eiche (Quercus robur)                                                             | Helle, in der Ortslage Groß Langerwisch, neben der runden Werkstatthalle; Flur 4, Flurstück 259/51 ()                                                          |                                                      | Erhaltung und Pflege eines sehr alten, mächtigen Baumes                                       | 11     |
| Direkt Bild zu diesem Denkmal hochladen | Findling                                                                          | Klein Linde, am Weg von Klein Linde nach Groß Linde, ca. 1 km nordwestlich Klein Linde, am nördlichen Feldrain; Flur 2, Flurstück 81, 82 ()                    |                                                      | Erhaltung und Sicherung eines sehr großen Findlings                                           | 12     |
| BW                                      | Buche (Fagus silvatica)                                                           | Strigleben, auf einer Verkehrsinsel am nordöstlichen Ortsrand von Strigleben, an der L 102; Flur 1, Flurstück 10 (53° 9′ 12,4″ N, 11° 56′ 13,6″ O)             |                                                      | Erhaltung und Pflege einer mächtigen, besonders schönen und standortprägenden Buche           | 13     |
| BW                                      | Linde (Tilia platyphyllos) genannt: „Bimmelbaum“                                  | Groß Woltersdorf, in der Ortslage Brünkendorf, an der Buswendeschleife; Flur 5, Flurstück 66 (53° 4′ 15,3″ N, 12° 8′ 13,5″ O)                                  | Stammumfang: 6,92 m (2020) Höhe: 20 m Alter: 350–400 | Erhaltung und Pflege eines der ältesten Exemplare der Art in der Prignitz                     | 14     |